# Бардым (приток Уфы)
Бардым — река в Артинском городском округе Свердловской области. Длина реки — 30 км.
Начинается между деревней Волково и горой Плешатая. Течёт в северо-западном направлении через деревни Петухово, Верхний Бардым, Головино, Нижний Бардым, затем мимо горы Могильная. В низовьях протекает через деревни Дружино-Бардым и Биткино. Устье реки находится в 551 км по левому берегу реки Уфы, между деревнями Усть-Манчаж и Журавли.

## Данные водного реестра
По данным государственного водного реестра России относится к Камскому бассейновому округу, водохозяйственный участок реки — Уфа от Нязепетровского гидроузла до Павловского гидроузла, без реки Ай, речной подбассейн реки — Белая. Речной бассейн реки — Кама.
Код объекта в государственном водном реестре — 10010201112111100020988. 